# Dymaxionkarta

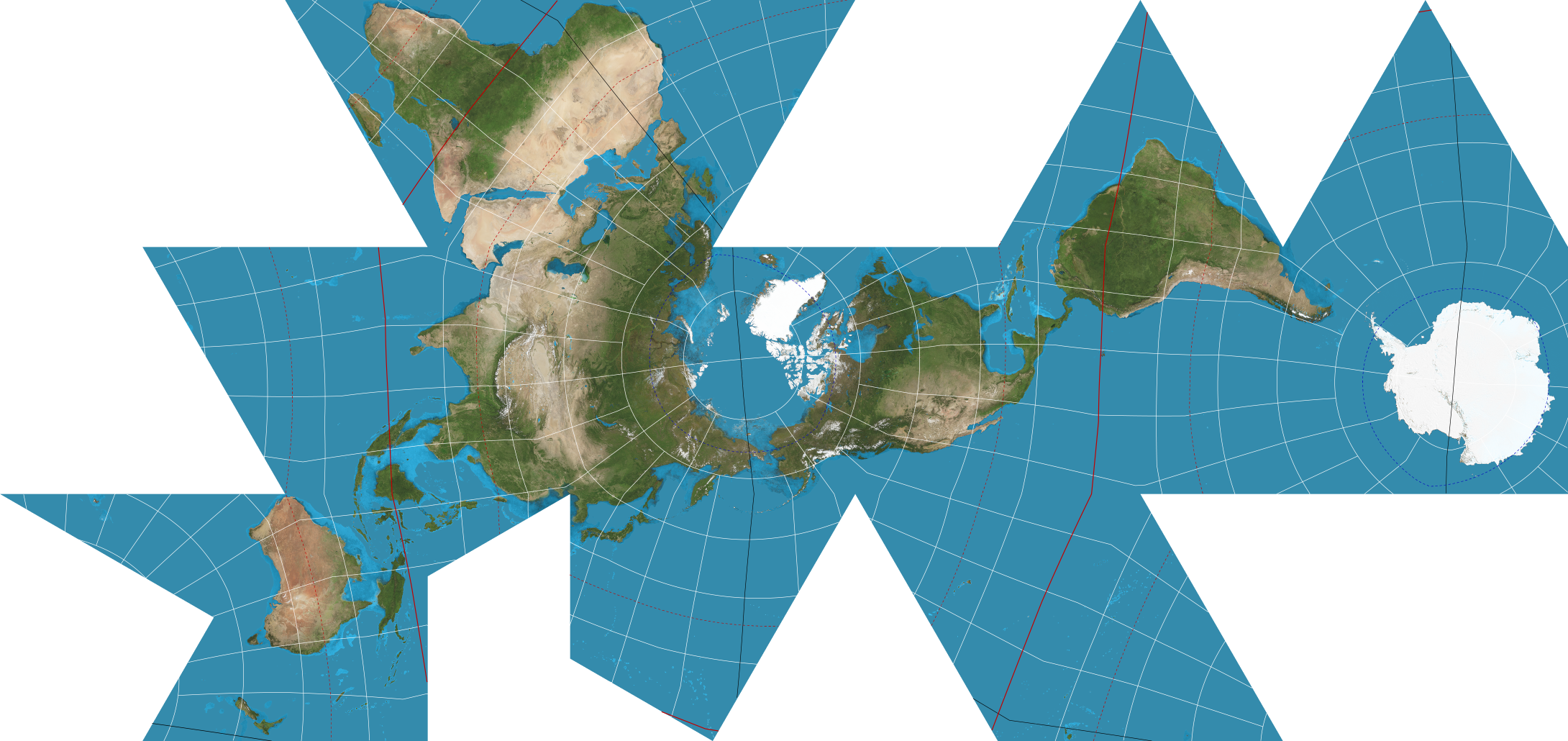
Världen på en Dymaxionprojektion

Dymaxionkartan är en projektion av en världskarta på ytan av en ikosaeder, som kan vikas ut och tillplattas till två dimensioner.
Dymaxionkartan skapades av den amerikanska designern och uppfinnaren Buckminster Fuller på 1940-talet. 
En av de främsta fördelarna med en dymaxionkarta är att den visar jordens kontinenter utan traditionella geografiska förvrängningar som vanligtvis uppstår i kartprojektioner. Det gör det lättare att se samband mellan länder och regioner, även om det kan vara svårt att uppfatta den exakta formen på kontinenterna.